# Ganderkesee
Ganderkesee é um município da Alemanha localizado no distrito de Oldenburg, estado de Baixa Saxônia.